# باتافيا (أوهايو)
باتافيا (بالإنجليزية: Batavia, Ohio)‏ هي معلم جغرافي تقع في الولايات المتحدة في مقاطعة كليرمونت، أوهايو. يقدر عدد سكانها بـ 1,509 نسمة ومساحتها 4.20 كم2 وترتفع عن سطح البحر 181 متر.

## التركيبة السكانية
قام مكتب تعداد الولايات المتحدة بتحديد بيانات التركيبة السكانية لباتافيا في تعداد الولايات المتحدة. في ما يلي، التركيبة السكانية حسب تعدادي 2000 و2010.

### تعداد عام 2000
بلغ عدد سكان باتافيا 1,617 نسمة بحسب تعداد عام 2000، وبلغ عدد الأسر 651 أسرة وعدد العائلات 453 عائلة مقيمة في القرية. في حين سجلت الكثافة السكانية 1,105.4 نسمة لكل ميل مربع (426.8/كم2). وبلغ عدد الوحدات السكنية 696 وحدة بمتوسط كثافة قدره 475.8 نسمة لكل ميل مربع (183.7/كم2).
وتوزع التركيب العرقي للقرية بنسبة 94.50% من البيض و 0.12% من الأمريكيين الأصليين و 0.25% من الأمريكيين ذوي الأصول الآسيوية و 0.06% من سكان جزر المحيط الهادئ و 3.28% من الأمريكيين الأفارقة و 1.55% من عرقين مختلطين أو أكثر.
بلغ عدد الأسر 651 أسرة كانت نسبة 34.4% منها لديها أطفال تحت سن الثامنة عشر تعيش معهم، وبلغت نسبة الأزواج القاطنين مع بعضهم البعض 52.2% من أصل المجموع الكلي للأسر، ونسبة 13.8% من الأسر كان لديها معيلات من الإناث دون وجود شريك، وكانت نسبة 30.3% من غير العائلات. تألفت نسبة 25.7% من أصل جميع الأسر من أفراد ونسبة 9.4% كانوا يعيش معهم شخص وحيد يبلغ من العمر 65 عاماً فما فوق. وبلغ متوسط حجم الأسرة المعيشية 2.96، أما متوسط حجم العائلات فبلغ 2.48.
بلغ العمر الوسطي للسكان 36 عاماً. وكانت نسبة 8.4% بين الثامنة عشر والأربعة وعشرون عاماً، ونسبة 30.2% كانت واقعةً في الفئة العمرية ما بين الخامسة والعشرون حتى والأربعة وأربعون عاماً، ونسبة 23.3% كانت ما بين الخامسة والأربعون حتى الرابعة والستون، ونسبة 12.3% كانت ضمن فئة الخامسة والستون عاماً فما فوق. يوجد لكل 100 أنثى 97.2 ذكر، ويوجد لكل 100 أنثى في الثامنة عشر من عمرها فما فوق 92.5 ذكر.
بلغ متوسط دخل الأسرة في القرية 40,804 دولار، أما متوسط دخل العائلة فبلغ 50,238 دولار. وكان متوسط دخل الذكور 36,190 دولار مقابل 25,583 دولار للإناث. وسجل دخل الفرد الخاص بالقرية 20,171 دولار. وكانت نسبة 6.4% من العائلات ونسبة 6.6% من السكان تحت خط الفقر، وكان من هؤلاء نسبة 8.4% تحت سن الثامنة عشر ولا أحد منهم في الخامسة والستين من العمر وما فوق.

### تعداد عام 2010
بلغ عدد سكان باتافيا 1,509 نسمة بحسب تعداد عام 2010، وبلغ عدد الأسر 629 أسرة وعدد العائلات 411 عائلة مقيمة في القرية. في حين سجلت الكثافة السكانية 949.1 نسمة لكل ميل مربع (366.4/كم2). وبلغ عدد الوحدات السكنية 713 وحدة بمتوسط كثافة قدره 448.4 لكل ميل مربع (173.1/كم2).
وتوزع التركيب العرقي للقرية بنسبة 93.6% من البيض و 0.5% من الأمريكيين الأصليين و 0.6% من الأمريكيين ذوي الأصول الآسيوية و 3.4% من الأمريكيين الأفارقة و 1.8% من عرقين مختلطين أو أكثر.
بلغ عدد الأسر 629 أسرة كانت نسبة 31.3% منها لديها أطفال تحت سن الثامنة عشر تعيش معهم، وبلغت نسبة الأزواج القاطنين مع بعضهم البعض 43.7% من أصل المجموع الكلي للأسر، ونسبة 16.7% من الأسر كان لديها معيلات من الإناث دون وجود شريك، بينما كانت نسبة 4.9% من الأسر لديها معيلون من الذكور دون وجود شريكة وكانت نسبة 34.7% من غير العائلات. تألفت نسبة 30.8% من أصل جميع الأسر من أفراد ونسبة 9.7% كانوا يعيش معهم شخص وحيد يبلغ من العمر 65 عاماً فما فوق. وبلغ متوسط حجم الأسرة المعيشية 2.91، أما متوسط حجم العائلات فبلغ 2.37.
بلغ العمر الوسطي للسكان 37.7 عاماً. وكانت نسبة 24.5% من القاطنين تحت سن الثامنة عشر، وكانت نسبة 8.3% بين الثامنة عشر والأربعة وعشرون عاماً، ونسبة 26.5% كانت واقعةً في الفئة العمرية ما بين الخامسة والعشرون حتى والأربعة وأربعون عاماً، ونسبة 27.3% كانت ما بين الخامسة والأربعون حتى الرابعة والستون، ونسبة 13.5% كانت ضمن فئة الخامسة والستون عاماً فما فوق. وتوزع التركيب الجنسي للسكان بنسبة 47.1% ذكور و52.9% إناث.